# Toa Payoh (metrostation)
Toa Payoh, ook wel bekend als NS19, is een metrostation van de metro van Singapore aan de North South Line. Het station bedient de wijk Toa Payoh en is gebouwd in 1987.
In dit station is in 2006 een rampenbestrijdingsoefening gehouden waarbij een terroristische aanslag nagebootst werd. De kenmerkende gele wandtegels zijn vervangen door een coating met dezelfde kleur omdat de tegels in dit station en het naastgelegen station Novena van de wanden vielen.
- Library of Congress Control Number: no2005063605
- Virtual International Authority File: 304688797